# Enrique Arnal
Enrique Arnal (Catavi, Potosí,1932 – Washington,10 de abril de 2016) fue un pintor boliviano que a través de distintas épocas experimentó en torno a la figura humana, el paisaje y la abstracción.  También se reconoce su rol como impulsor del primer diccionario biográfico de pintores bolivianos contemporáneos y su trabajo como diplomático. 

## Biografía
Enrique Arnal nació en el complejo minero de Catavi, departamento de Potosí, en 1932, lugar donde pasó los primeros ocho años de su niñez. Ahí Arnal empezó el colegio en una escuela fiscal de la empresa minera de Catavi. El pintor narra que en esa época llegaba mucho ganado caballar, empleados en el transporte de metal.
La experiencia de Enrique Arnal de aprender a montar a caballo y convivir con un cóndor llamado Miguel, adoptado como mascota por los mineros del lugar, originó en el pintor su notorio interés por los animales, los cuales representaría en numerosas piezas posteriormente.
Posteriormente el padre del pintor, Luis Arnal Larraidy, fue trasladado a Oruro, ciudad donde Enrique Arnal continuó con un constante contacto con animales y productos agrarios, y en la que tuvo sus primeros contactos con los indígenas quechuas. Otra transferencia llevó a la familia Arnal a La Paz, donde Enrique estudió en el colegio Alemán, en el colegio La Salle y en el Instituto Americano. En 1945, con 13 años cumplidos, fue enviado a un internado inglés en Buenos Aires, Argentina: el St. George´s College, donde se convirtió en un buen deportista.
Dado este talento, Arnal fue invitado a jugar fútbol en un club de Santiago de Chile, ciudad donde tuvo su primer estudio artístico en el que empezó a aprender dibujo. Más adelante el pintor estuvo un mes en Machu Pichu, Perú. El artista describe que ahí vivió en un estado místico, durmiendo sin frazadas en un camastro de palos, con un hombre dedicado al sacrificio corporal. Ahí es donde se le reveló su vocación, en una especie de segundo nacimiento, lo que él mismo llama un nacimiento espiritual. Un re-nacimiento que se da por azar. Fue justamente en Cuzco, Perú, donde tuvo su primera exposición individual en 1954, cuando apenas tenía 22 años. Después Arnal se instaló en La Paz, ciudad que hizo su domicilio permanente y donde montó su primer taller. Primero alquiló un taller en la plaza de toros, un lugar debajo de las graderías que previamente servía de depósito de utilería. Así nació la serie de toros, fundamental en el trabajo de Arnal.
Estudió en la ciudad Internacional de Las Artes de París desde 1966 hasta 1967. Enrique Arnal participó en numerosas exposiciones individuales, entre otras, en La Paz, Bolivia, Buenos Aires, Asunción, Santiago de Chile, Washington D. C., Bogotá, Lima, París y Nueva York. También participó en muestras colectivas, entre ellas en el Homenaje a la pintura latinoamericana en el Patronato Nacional de las Artes de El Salvador en 1977 y en el Primer Encuentro Iberoamericano de Críticos de Arte y Artistas Plásticos de Caracas en 1978. Su trabajo se encuentra en colecciones públicas y privadas, tanto de Bolivia como de otros países. Algunos ejemplos son The Phillips Collection y la OAS Art Museum, ambas en Washington D. C..
Su trabajo ha sido considerado en las publicaciones de Casa Municipal de la Cultura Franz Tamayo, y en 2017 se publicó un libro sobre su trabajo, editado por Carmen y Ximena Arnal Franck, con pinturas seleccionadas por el artista en 2014 y de publicación póstuma. 
Arnal instaló la primera galería de arte comercial de Bolivia y en 1986 impulsó el Breve diccionario biográfico de pintores bolivianos contemporáneos 1900-1985, y mantuvo estrecha relación con los artistas contemporáneos de Bolivia más destacados: Inés Córdova, Gil Imaná, María Esther Ballivián, Alfredo La Placa y Luis Zilveti.
Fue director del Instituto Latinoamericano de Relaciones Internacionales (ILARI). Dirigió la Galería ‘Arca’ en La Paz, entre 1968 y 1970. Fue docente de la Universidad Mayor de San Andrés desde 1978 al 1980. En 1983 fue designado como Agregado Cultural Ad honorem de la Embajada de Bolivia en México, ocupó el mismo cargo en la Embajada en París desde 1986, hasta 1988. 
Enrique Arnal falleció en Washington D. C. el 10 de abril de 2016. En toda su trayectoria artística el pintor produjo más de 1150 obras de arte, pintadas y dibujadas en diferentes técnicas.

## Obra
El trabajo del pintor Enrique Arnal se sitúa dentro de las producciones de arte contemporáneo latinoamericano que buscaban emanciparse de la pintura clásica de principios de siglo, aquella pintura hija de la academia europea. Para Arnal el arte es una expresión vinculada a la vida espiritual. A este artista  le interesa universalizar lo local, lo cotidiano. Puede notarse en su pintura una influencia picassiana, pero Arnal se enfoca a las temáticas nacionalistas, en ocasiones dotándola de una “sustancia poética andina”. Las representaciones más comunes de Arnal son la figura humana (hombres y mujeres), animales, paisajes y representaciones abstractas. Arnal trabajó de forma primordial con colores oscuros, tonos tierra acompañados de grises y negros. Sin embargo, algo que caracteriza a muchas de sus pinturas, es que esta cromaticidad oscura se acompaña con notorios destellos de color aplicados en zonas específicas: morado, amarillo, rojo o azul. El corpus de trabajo de Arnal es muy diverso, y, a pesar de que no se ciñe en tiempos específicos, si se puede hablar de ciertos periodos. Cabe mencionar que hay series de representaciones que están presentes en la producción de Enrique Arnal casi toda su carrera. De forma breve, puede establecerse que sus producciones se dividen en los siguientes periodos:
- Periodo inicial (1950-1970): Este periodo se asocia a la estancia de Arnal en Perú, especialmente en Machu Pichu. Por una parte pintó diversos retratos de indígenas empleando una paleta cromática de tonos tierras. Este es el periodo en el que realizó las pinturas de los cargadores y los trabajadores mineros, representando la vida de los indígenas y los campesinos. Enrique Arnal “manifiesta independencia formal y en la búsqueda de su estilo propio es sensible a la gran influencia telúrica del altiplano, representándolo despojado de cualquier componente folklorista.” Desde este periodo es que se puede percibir el uso de colores tierras, negros y grises; con ciertos elementos que resaltan por la viveza de los azules, rojos y amarillos. En estos años Arnal también hizo representaciones geométricas, interesado en la yuxtaposición de colores primarios; así como piezas abstractas con colores osados y bodegones con un sabor mucho más realista. En este periodo igualmente hay un acercamiento al cubismo, mediante representaciones de elementos geométricos desprovistos de detalle; con un interés mayor por lo que los colores, uno al lado de otro, pueden lograr. Ya a finales de los años 70 comenzó a hacer representaciones de personas que se fijan en el lindero entre lo figurativo y lo abstracto.
- Periodo figurativo (1970-2014): En estos años Arnal comenzó a explorar su gran predilección por los animales, especialmente cóndores, caballos, perros, toros, gallos y bisontes. Arnal narra: “Tuve un sueño con un toro, el toro era un símbolo de la percepción de la creatividad con el cual pude identificar mi vida alrededor de las artes, de la pintura”. Se trata de representaciones figurativas sin necesariamente tener un carácter realista. Los trazos con los que representa estos animales son sumamente fluidos, con secciones de color casi empastado y otras zonas de líneas sueltas apenas sugeridas. En el caso de la representación específica del toro y los gallos el resalta el uso del color rojo.
- Periodo Agarapitas (1970-1990): Este periodo se caracteriza por las representaciones que Enrique Arnal realizó de hombres, hombres de cuerpo completo con rostros indistinguibles, ubicados en fondos neutros y geométricos. Estas pinturas representan lo humano y su figura, sin enfocarse en la identificación o la personificación a través de la cara, sino en la actitud del cuerpo: las posiciones, contorsiones, perspectivas, movimiento congelado en un segundo de actividad pausada. En muchas ocasiones estos hombres se acompañan de los animales predilectos de Arnal.
- Periodo de desnudos (1980-2010): Durante varios años Arnal realizó numerosos desnudos enfocados en el cuerpo femenino. El mismo artista establece: “la mujer siempre ha sido un símbolo de importancia vital para mi.” En estos desnudos los rostros tampoco se reconocen, y las representaciones se perciben como una fotografía tomada en movimiento con un resultado de un barrido borroso, que solo sugiere la figura pero no la otorga digerida al espectador. Los fondos de estas pinturas también son neutros y lisos, con predilección por los tonos tierras.
- Periodo de paisajes (1980-2014): Enrique Arnal mostró en estos años una gran disposición por la representación de los paisajes bolivianos. Estos paisajes son sumamente característicos, y en el caso de la producción del pintor se basan mucho en las montañas, las montañas otorgadas por la cordillera de los Andes, dado que para el pintor “la cordillera es un reflejo de la comunicación con el cosmos”. Mantienen su paleta cromática antes descrita: colores oscuros interrumpidos por tonos vivos y contrastantes. Como lo hace en los desnudos, en ocasiones algunas de las figuras se observan un tanto “borrosas”, y estos paisajes se vuelven representaciones en realidad sugeridas a través de la aplicación de la pintura con empastes, generando un efecto visual de cierta pesadez y profundidad en secciones específicas. En otras secciones de los lienzos Arnal utiliza pinceladas abstractas y rápidas, abandonando así el objetivo de generar un paisaje realista.
- Periodo abstracto (1980-2014): La escuela abstracta en Bolivia fue de gran relevancia en toda Latinoamérica, y en ella se formaron artistas sumamente destacados. Parte de la producción de Enrique Arnal se sitúa en esta corriente. Para Arnal “la abstracción significa destacar de un paisaje lo esencial. La eliminación de todo lo superfluo, para llegar en esencia lo que queremos que el paisaje tenga […] que se revele como una realidad.” Sus pinturas abstractas niegan por completo cualquier sentido figurativo, y el artista se abandona a las figuras geométricas, su articulación y relación dentro de la composición. El uso del color mantiene la misma línea que el autor estableció en su corpus de trabajo: colores oscuros contrastados con colores intensos. Hay un gran juego con las pinceladas y con la materialidad. Arnal busca constantemente crear zonas de la pintura planas y penetrantes con aplicaciones de color casi abrumadoras; así como zonas con trazos que dan testimonio de la fluidez del pincel, en ocasiones observando como las fibras se fueron quedando sin color.
[1] Rigoberto Villarroel Claure, Teorías estéticas y otros estudios, Bolivia, La Paz, Casa Municipal de la Cultura Franz Tamayo, 1976, p. 156.

## Distinciones
- Premio Municipal de La Pazː “A la obra de una vida” del Salón Pedro Domingo Murillo en 2007.
- Gran Premio Municipal de Pintura de La Paz en 1955.
- Premio Bienal INBO de La Paz, en 1975.
- Profesor honoris causa de la Escuela Superior de Bellas Artes de La Paz.
- Becario de la Fundación Fulbright en 1991.
- Becario de la Fundación Patiño a la ciudad internacional de las artes en París desde 1966 hasta 1967.